# Smolgów
Smolgów (dawniej Smolhów, biał. Смольгава, Smolhawa, Смольгаў, Smolhau; ros. Смольгово, Smolgowo, Смольгова, Smolgowa) – wieś na Białorusi, w obwodzie mińskim, w rejonie lubańskim, w sielsowiecie Juszkowicze (Юшкавіцкі сельсавет), 15 km na północny zachód od Lubania.

## Historia
W XIX w. Smolgów znajdował się w gminie Zabołocie w powiecie bobrujskim guberni mińskiej.
W 1823 w Smolgowie urodził się polski poeta i tłumacz epoki romantyzmu Władysław Syrokomla.